# Burhar
Burhar è una suddivisione dell'India, classificata come nagar panchayat, di 17.746 abitanti, situata nel distretto di Shahdol, nello stato federato del Madhya Pradesh. In base al numero di abitanti la città rientra nella classe IV (da 10.000 a 19.999 persone).

## Geografia fisica
La città è situata a 23° 13' 0 N e 81° 31' 60 E e ha un'altitudine di 481 m s.l.m..

## Società

### Evoluzione demografica
Al censimento del 2001 la popolazione di Burhar assommava a 17.746 persone, delle quali 9.349 maschi e 8.397 femmine. I bambini di età inferiore o uguale ai sei anni assommavano a 2.449, dei quali 1.306 maschi e 1.143 femmine. Infine, coloro che erano in grado di saper almeno leggere e scrivere erano 12.193, dei quali 7.000 maschi e 5.193 femmine.